# AAA-Saison 1912

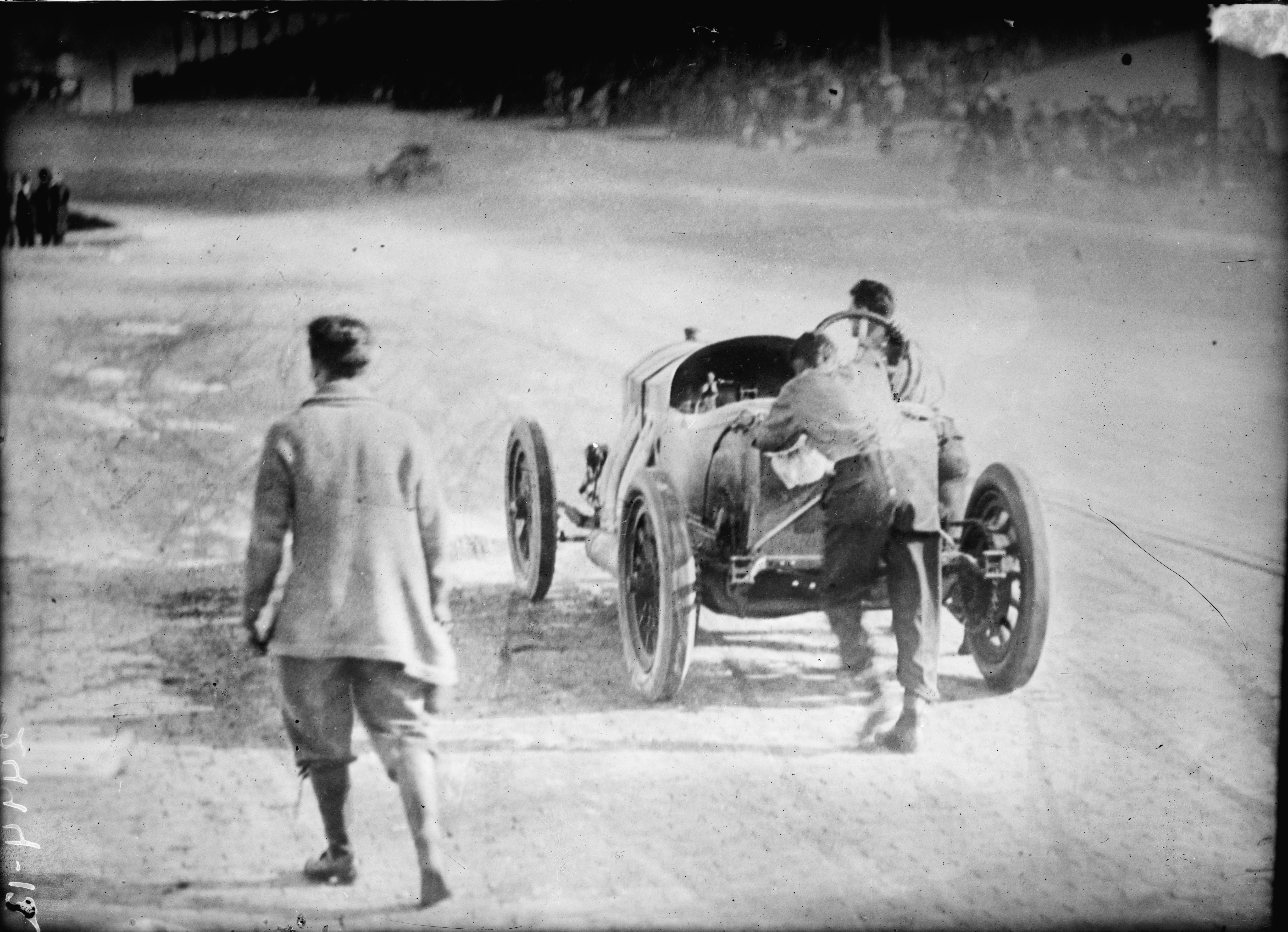
Ralph DePalma und Rupert Jeffkins schieben in Indianapolis ihren Mercedes in Richtung Ziellinie. Sie lagen 196 Runden lang in Führung

Die AAA-Saison 1912 war die vierte offizielle Saison der nationalen Automobilmeisterschaft in den Vereinigten Staaten. Sie bestand aus 18 Rennen, die zwischen dem 4. Mai und dem 5. November ausgetragen wurden. Die Saison bestand aus einzelnen Rennen, ohne dass ein Meistertitel vergeben wurde.

## Rennergebnisse
Es gab 18 Rennen, die auf 7 verschiedenen Rennstrecken ausgetragen wurden. Es gab drei Ovalrennen. Alle anderen Rennen fanden auf temporären Straßenkursen statt. Das Elgin Trophy Race und das fünfte Rennen in Elgin fanden zeitgleich statt. Die beiden Rennen in Milwaukee am 5. Oktober fanden ebenfalls zeitgleich statt.
| Nr. | Datum       | Ort (Staat)       | Rennen / Rennstrecke                                                | Fahrzeugklasse                                     | Distanz (mi / km) Runden  | Sieger           | Fahrzeug |
| --- | ----------- | ----------------- | ------------------------------------------------------------------- | -------------------------------------------------- | ------------------------- | ---------------- | -------- |
| 01  | 04. Mai     | Santa Monica (CA) | Chanslor & Lyon Trophy Race Santa Monica Road Race Course (T)       | light car class, Serienfahrgestell, 161–230 cu in  | 101,004 / 162,6 12 Runden | George Joerimann | Maxwell  |
| 02  | 04. Mai     | Santa Monica (CA) | Jepsen Trophy Race Santa Monica Road Race Course (T)                | medium car class, Serienfahrgestell, 231–300 cu in | 151,506 / 243,8 18 Runden | Ralph DePalma    | Mercer   |
| 03  | 04. Mai     | Santa Monica (CA) | Dick Ferris Trophy Race Santa Monica Road Race Course (T)           | unlimited class, Frei für alle                     | 303,012 / 487,7 36 Runden | Teddy Tetzlaff   | Fiat     |
| 04  | 30. Mai     | Indianapolis (IN) | International 500 Mile Sweepstakes Indianapolis Motor Speedway (ZO) | bis 600 cu in                                      | 500 / 804,7 200 Runden    | Joe Dawson A     | National |
| 05  | 05. Juli    | Tacoma (WA)       | First Montamara Fiesta Race Tacoma Road Race Course (T)             | medium car class, 231–300 cu in                    | 150 / 241,4 30 Runden     | Eddie Pullen     | Mercer   |
| 06  | 05. Juli    | Tacoma (WA)       | Tacoma Race 2 Tacoma Road Race Course (T)                           | medium heavy class, 301–450 cu in                  | 150 / 241,4 30 Runden     | Earl Cooper      | Stutz    |
| 07  | 05. Juli    | Tacoma (WA)       | Tacoma Race 3 Tacoma Road Race Course (T)                           | Frei für alle                                      | 200 / 321,9 40 Runden     | Teddy Tetzlaff   | Fiat     |
| 08  | 06. Juli    | Tacoma (WA)       | Montamarathon Trophy Race Tacoma Road Race Course (T)               | Frei für alle                                      | 250 / 402,3 50 Runden     | Teddy Tetzlaff   | Fiat     |
| 09  | 25. August  | Columbus (OH)     | Columbus Race Columbus Driving Park (UO)                            | Frei für alle                                      | 200 / 321,9 200 Runden    | Spencer Wishart  | Mercer   |
| 10  | 30. August  | Elgin (IL)        | Aurora Trophy Race Elgin Road Race Circuit (T)                      | bis 300 cu in                                      | 152,46 / 245,4 18 Runden  | Hughie Hughes    | Mercer   |
| 11  | 30. August  | Elgin (IL)        | Illinois National Trophy Race Elgin Road Race Circuit (T)           | bis 450 cu in                                      | 203,28 / 327,1 24 Runden  | Charles Merz     | Stutz    |
| 12  | 30. August  | Elgin (IL)        | Jencks Trophy Race Elgin Road Race Circuit (T)                      | bis 600 cu in                                      | 101,64 / 136,6 12 Runden  | Harry Endicott   | Mason    |
| 13  | 31. August  | Elgin (IL)        | Elgin Trophy Race Elgin Road Race Circuit (T)                       | unbekannt                                          | 254,1 / 408,9 30 Runden   | Ralph DePalma    | Mercedes |
| 14  | 31. August  | Elgin (IL)        | Elgin Race 5 Elgin Road Race Circuit (T)                            | Frei für alle, keine Motorenbegrenzung             | 304,92 / 490,7 36 Runden  | Ralph DePalma    | Mercedes |
| 15  | 02. Oktober | Milwaukee (WI)    | William K. Vanderbilt Cup Wauwatosa Road Race Course (T)            | Klasse E, 301–600 cu in                            | 299,44 / 481,9 38 Runden  | Ralph DePalma    | Mercedes |
| 16  | 05. Oktober | Milwaukee (WI)    | Pabst Blue Ribbon Trophy Race Wauwatosa Road Race Course (T)        | Nichtserienfahrgestell, 231–300 cu in              | 220,64 / 355,1 28 Runden  | Mortimer Roberts | Mason    |
| 17  | 05. Oktober | Milwaukee (WI)    | Wisconsin Challenge Trophy Race Wauwatosa Road Race Course (T)      | Nichtserienfahrgestell, 161–230 cu in              | 173,36 / 279,0 22 Runden  | Harry Endicott   | Mason    |
| 18  | 5. November | Brooklyn (NY)     | Brighton Beach Race Brighton Beach Dirt Track (UO)                  | Frei für alle                                      | 100 / 160,9 100 Runden    | Ralph Mulford    | Mason    |

- Erklärung: T: temporärer Straßenkurs, UO: unbefestigtes Oval, ZO: Ziegelsteinoval

A Von Runde 108 bis 144 fuhr Don Herr den Wagen. Da Dawson beim Start und im Ziel den Wagen fuhr, ist er nach damaligen Regeln alleiniger Sieger

## Kurzmeldungen
- Die beiden letzten Rennen in Elgin fanden unter extremer Hitze statt.[3]
- Auf dem Wauwatosa Road Race Course fand am 5. Oktober ebenfalls der Große Preis von Amerika statt.
- Die meisten Rennen fuhr Hughie Hughes mit neun Starts.

## Bester Fahrer
Ralph DePalma wurde von der Zeitschrift Motor Age zum besten Fahrer des Jahres gewählt. 1927 wurden für mehrere Saisons rückwirkend Meisterschaften berechnet. Auch hier lag DePalma vorne. Diese Titel werden jedoch nicht als offiziell betrachtet.